# Observatorio Magnético y Meteorológico de Toronto

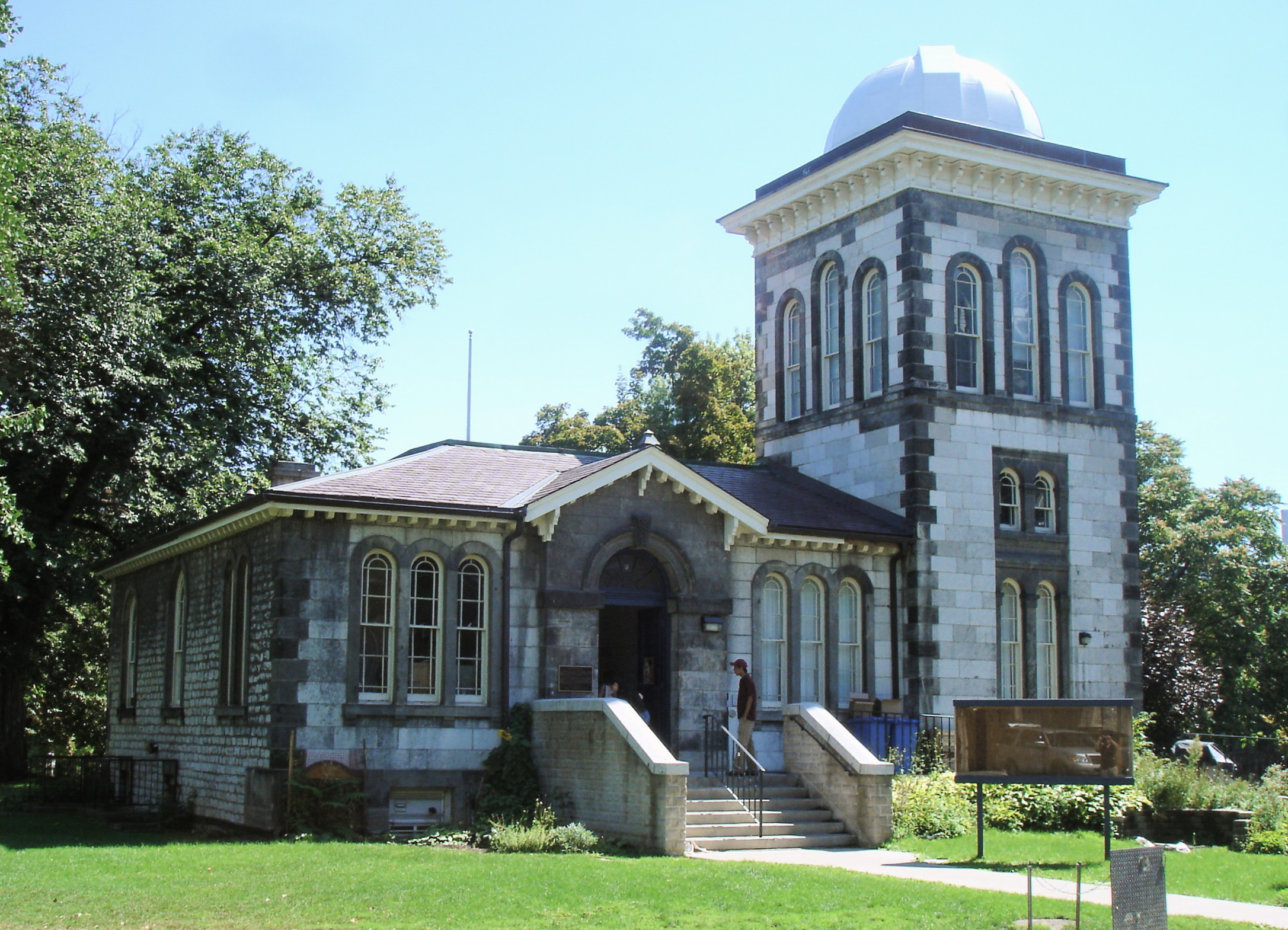
El Observatorio Magnético y Meteorológico Toronto en los terrenos de la Universidad de Toronto

El Observatorio Magnético y Meteorológico de Toronto es un histórico observatorio que se encuentra en los terrenos de la Universidad de Toronto, en Toronto, Ontario, Canadá. El edificio original fue construido en 1840 como parte de un proyecto de investigación en todo el mundo dirigido por Edward Sabine para determinar la causa de las fluctuaciones en declinación magnética. Mediciones del sitio demostraron que las manchas solares fueron las responsables de este efecto de campo magnético de la Tierra. Cuando este proyecto concluyó en 1853, el observatorio fue ampliado por el gobierno canadiense y sirvió como estación meteorológica principal del país y cronometrador oficial durante más de cincuenta años. El observatorio se considera el lugar de nacimiento de la astronomía canadiense.

## El estudio de Sabine
Las brújulas tendían a "vagar" al norte cuando las mediciones fueron tomadas en diferentes lugares o incluso en un solo lugar durante un período de tiempo. El astrónomo Edmund Halley observó esto y los problemas que causaría a la navegación en 1701. También se creía que todo lo que estaba causando este efecto podría estar causando cambios en el clima, y que el estudio de las variaciones magnéticas podría conducir a una mejor predicción del tiempo.
En 1833, la Asociación Británica para el Avance de la Ciencia encargó  una serie de medidas magnéticas a través del Reino Unido. Bajo la dirección del mayor Edward Sabine de la Royal Artillery, se inició un proyecto de medición de varios años, con resultados que se vendrían publicando en 1838. Mientras se hacían las mediciones, varias propuestas se plantearon para ampliar el programa en todo el mundo. En 1836 el explorador y naturalista alemán Alexander von Humboldt escribió al Príncipe Augustus Frederick, duque de Sussex, entonces Presidente de la Real Sociedad, indicando que un programa formal era importante para que una nación con dominios se extendiera por todo el mundo. En la séptima reunión de la Asociación Británica en Liverpool en 1837, Sabine declaró que "el magnetismo de la tierra no se puede contar menos que cualquier otra de las ramas más importantes de la historia física del planeta que habitamos" y mapear sus variaciones sería "considerado por nuestros contemporáneos y por la posteridad como una empresa de montaje de un pueblo marítimo, y un digno logro de una nación que nunca ha tratado de clasificar todo en cada tarea ardua ".
En 1837, el gobierno británico financió la instalación de un observatorio magnético en Greenwich. La Asociación continuó presionando para la construcción de observatorios similares en todo el mundo, y en 1838 sus sugerencias fueron aceptadas por el Gobierno y los fondos fueron proporcionados. En 1839 el Gobierno británico y la Royal Society prepararon cuatro expediciones para construir estaciones de observación magnéticos en Ciudad del Cabo; St. Helena; Hobart, Tasmania y (finalmente) Toronto. Equipos de oficiales Royal Artillery fueron enviados a tomar las mediciones. El equipo asignado a Canadá originalmente planeaba construir su observatorio en la isla de Santa Elena de Montreal, pero las rocas locales demostraron tener una alta influencia magnética, y se tomó la decisión de mudarse a Toronto en su lugar. El equipo llegó en 1839, y estableció su campamento en Fort York en un cuartel en desuso, mientras que la construcción comenzó en los nuevos edificios. El observatorio fue construido al oeste del Colegio del Rey; la Legislatura de Ontario ahora ocupa la zona en la que se encuentra la universidad.
El observatorio, oficialmente "Observatorio Magnético y Meteorológico de Su Majestad en Toronto", fue terminado el año siguiente. Consistía en dos edificios de registro, uno para los instrumentos magnéticos y la otra un edificio semienterrado más pequeña, cerca para "determinaciones experimentales". El extremo norte del edificio principal se conecta a una pequeña cúpula cónica que contenía una teodolito utilizado para hacer mediciones astronómicas para la determinación precisa de la hora local. Los edificios fueron construidos con tan poco metal como sea posible; cuando se requería metal se usaba latón o materiales no magnéticos, tales como cobre. Un pequeño cuartel fue construido cerca a la casa de la tripulación.
Usando las mediciones de los sitios de Toronto y Hobart, Sabine notó las fluctuaciones a corto plazo en la declinación magnética en un período de horas, y las variaciones a largo plazo en meses. Rápidamente se llegó a la conclusión de que las variaciones a corto plazo eran debido al ciclo de día / noche, mientras que los de más largo plazo se deben al número de manchas solares visibles. Se publicaron dos artículos introductorios sobre el tema en los  Philosophical Transactions de la Royal Society '". La primera, en 1851, fue una colección de medidas tempranas; la segunda en 1852 correlacionada con las mediciones de Heinrich Schwabe de manchas solares, que se habían hecho ampliamente disponible en Alexander von Humboldt de' 'Cosmos' ', también publicado en 1851. Con más datos recopilados desde el sitio Toronto, Sabine fue capaz de demostrar de manera concluyente que los once años de ciclo de manchas solares causaron una variación similar periódica en el campo magnético de la Tierra. Se presentó un tercero y definitivo documento sobre el tema en 1856, "En Leyes Periódicas Reconocibles en los efectos medios de los disturbios magnéticos más grandes", en la que destacó el sitio de Toronto para alabanza particular.
Sir John Henry Lefroy, un pionero en el estudio del magnetismo terrestre se desempeñó como director del observatorio magnético 1842-1853; En 1960, la Fundación del Patrimonio de Ontario, Ministerio de Ciudadanía y Cultura Militar erigió una placa Provincial en su honor en el campus de la Universidad de Toronto.

## Servicio Meteorológico

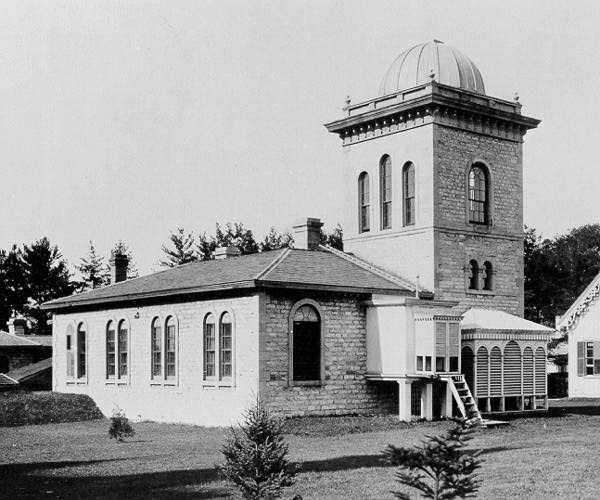
El observatorio más reciente antes de ser movido, mirando hacia el suroeste. Esta imagen está en la misma orientación que la de abajo, se ve desde la izquierda de la torre.

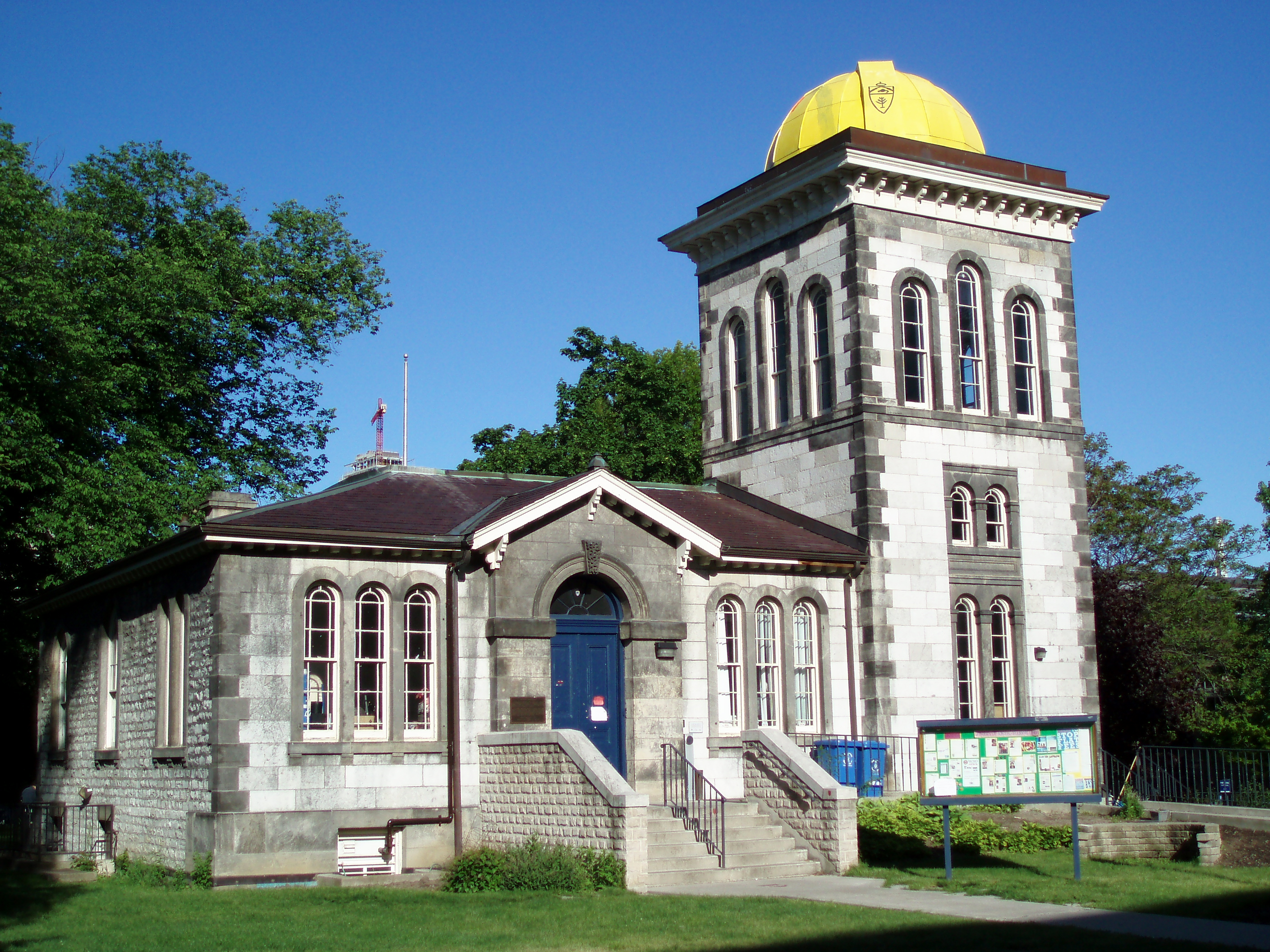
El observatorio en 2009, mirando hacia el este-sureste. Oficinas en la planta baja se han girado; la entrada era anteriormente a la derecha de la torre.

En 1853 el proyecto de la Real Sociedad llegó a la conclusión, y el observatorio se creó para ser abandonado. Después de un largo debate, el gobierno colonial en ciernes decidió hacerse cargo de su operación. En lugar de desaparecer al igual que sus tres colegas, el observatorio de Toronto se ha actualizado, y su misión se amplió, ya que se convirtió en una estación meteorológica bajo la dirección de Ministerio de Marina y Pesca. Durante la expansión, los edificios originales fueron reemplazados con una estructura permanente.
El edificio actual fue diseñado en 1853 por el arquitecto local Frederick William Cumberland, que también estaba trabajando en el diseño del Colegio Universitario, que se estaba construyendo justo al norte del Observatorio para reemplazar Colegio del Rey. El nuevo diseño del observatorio llamado para un edificio de piedra, con una torre adjunta contiene el teodolito. El nuevo edificio fue terminado en 1855, y se paró frente a la entrada del actual Pasillo de Convocatoria.
Durante su tiempo como una estación meteorológica, el observatorio recoge los informes de 312 estaciones de observación en Canadá y otros 36 en los Estados Unidos. Cada estación fue equipada con un "Barómetro Mercurial, dos termómetros (un máximo y un mínimo del termómetro), un anemómetro para medir la velocidad del viento, una veleta y un Pluviómetro". Los informes fueron enviados en forma codificada al Observatorio a las 8 a. m. y 8 p. m. todos los días, Hora Estándar del Este (entonces conocido como "tiempo meridiano 75 grados"), y se utiliza para producir un gráfico de la predicción del tiempo para las siguientes 36 horas. Estas predicciones fueron telegrafiadas por todo el país, y las cartas se distribuyeron a los periódicos y la Cámara de Comercio, donde podían ser vistos por el público. Con la instalación de teléfonos, el Observatorio también ofrecía informes meteorológicos en la demanda, que fue un importante servicio a los vendedores de frutas, que utilizaron los informes para planificar el envío.
Entre sus otros usos, en 1880, las mediciones desde el sitio fueron utilizados como parte de los esfuerzos para desarrollar Tiempo estándar. El observatorio se mantuvo cronometrado oficialmente para Canadá hasta 1905, luego esa responsabilidad se transfirió al Observatorio Dominion de Ottawa. Exactamente a las 11:55 a. m. los relojes en las estaciones de bomberos de Toronto sonaban por una señal eléctrica enviada desde el Observatorio.
En 1881 el director del observatorio, Charles Carpmeal, sugirió que se añadiera un telescopio de alta calidad para el observatorio. Sintió que las observaciones solares directos conducirían a una mejor comprensión de los efectos de las manchas solares sobre el clima (en  1910 el entonces director del observatorio, RF Stupart, señaló que "las manchas solares tienen más que ver con nuestras condiciones climáticas que lo que tiene que ver los anillos alrededor de la luna ".). Coincidentemente, el gobierno canadiense (habiéndose   formado en 1867) se interesa en participar en el esfuerzo internacional para registrar con precisión el Tránsito de Venus de diciembre de 1882 .
Se aportaron fondos para la compra de un telescopio refractor de T. Cooke & Sons de 6 pulgadas (150 mm) . La cúpula fue diseñada originalmente para montar un pequeño tránsito, y el telescopio largo, de más de 2 metros de largo, tenía un campo de visión limitado, aunque la cúpula tuviera una gran avertura. Una gran columna de piedra fue construido en el interior de la torre, elevando el telescopio para acercarla a la cúpula y mejorar su campo de visión. Desafortunadamente, el nuevo telescopio no pudo participar en las mediciones de tránsito debido al mal tiempo, y perdió el tránsito de Mercurio de 1895 por la misma razón.

## Reubicación

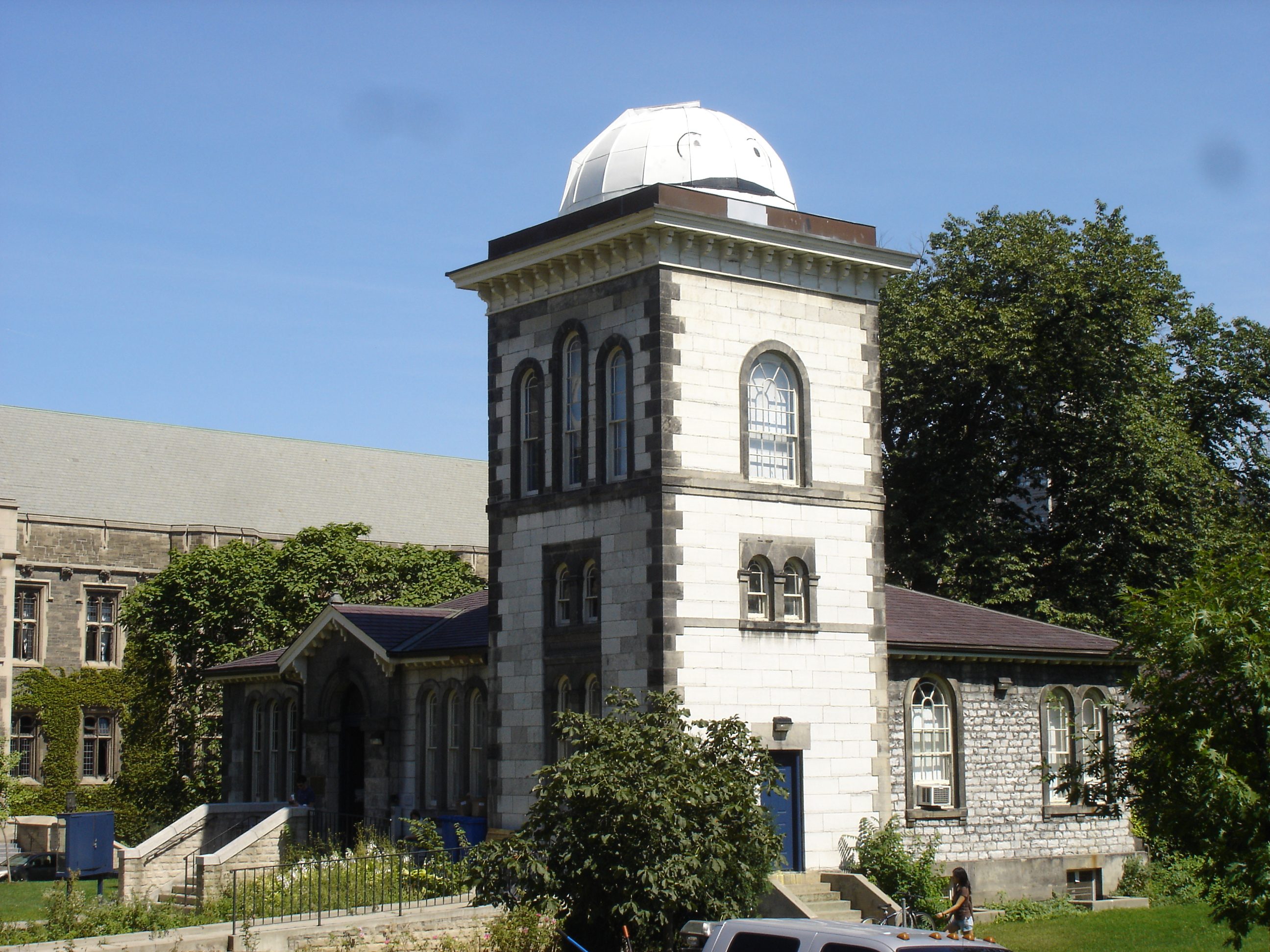
El observatorio visto mirando hacia el norte-noreste, con Hart House en el fondo. La rotación de la torre es más evidente aquí: compara la ubicación de las ventanas con las imágenes anteriores.

En la década de 1890, el observatorio se había saturado dado que la universidad que tenía un rápido crecimiento. La electrificación de los tranvías a lo largo de College Street, justo al sur, y  la gran cantidad de metal utilizada en los edificios modernos que rodean el sitio impedía una medición correcta de los instrumentos. Un nuevo observatorio magnético se abrió en 1898 en Agincourt (aproximadamente en Brimley Road y Pitfield Camino zona - 43 ° N 79 ° 47'00.000 16'00.000 W) y ahora una zona suburbana en el noreste de la ciudad, dejando a la ubicación del campus del centro, con sus funciones de observación meteorológica y solar.
En 1907, los nuevos edificios universitarios rodearon completamente el observatorio; el polvo de la construcción obstruyó los instrumentos meteorológicos, y, por la noche, la iluminación eléctrica hacía el trabajo astronómico imposible. La Oficina Meteorológica decidió abandonar el lugar y trasladarse a un nuevo edificio en el extremo norte del campus, en Bloor Street, canjeando el Observatorio original a la Universidad a cambio de una nueva parcela de tierra. Hubo cierto debate sobre qué hacer con el telescopio Cooke, ya que la Oficina Meteorológica tenía poca utilidad para este instrumento puramente astronómico. No tuvo otro uso próximo, y el telescopio se trasladó junto con la Oficina Meteorológica a su nuevo Observatorio de Bloor Street.
La universidad asumió la propiedad del observatorio ahora en desuso y originalmente iba a abandonarlo. Louis Beaufort Stewart, profesor de la Facultad de Ciencias Aplicadas e Ingeniería, hizo campaña para que fuera guardado para el Departamento de Topografía y Geodesia. Con el tiempo se arregló el edificio para ser reconstruido en un lugar más adecuado. Trabajos de demolición se llevaron a cabo en 1907: las piedras fueron simplemente dejadas en su lugar durante el invierno, y se utilizaron el año siguiente para construir un edificio reubicado justo al este del edificio principal del Colegio Universitario (al sur de Hart House).
En 1930 la Oficina de Meteorología ya no utilizó el telescopio Cooke, y accedió a donarlo a la universidad si ellos se encargaban de la eliminación. Tanto el telescopio como la cúpula del observatorio fueron trasladados al edificio del observatorio. El telescopio se movió una vez más en 1952 para el Observatorio David Dunlap al norte de la ciudad, y en 1984 fue donada al Museo de Ciencia y Tecnología de Canadá. El Departamento de Topografía y Geodesia utilizó el observatorio hasta la década de 1950. Desde entonces las zonas de oficinas se han utilizado para una variedad de propósitos, incluyendo una estación de policía y una central telefónica. Renombrado como el Observatorio Louis Beaufort Stewart, el edificio fue entregado al Consejo Administrativo de estudiantes (la ahora  Unión de estudiantes de la universidad de Toronto) en 1953, que ha utilizado el edificio desde entonces. La cúpula, ahora sin uso, recibe un trabajo multicolor de pintura al año por los estudiantes de ingeniería.